# Robert William Fisher
Pour les articles homonymes, voir Fischer.
Robert William « Bobby » Fisher, Sr. (né le 13 avril 1961) est un fugitif américain recherché pour le meurtre de son épouse et de leurs deux enfants à Scottsdale, en Arizona le 10 avril 2001. Il a été catégorisé par le FBI en tant que 475e fugitif pour ensuite être placé sur la liste des dix fugitifs les plus recherchés le 29 juin 2002.

## Accusations
Il est accusé de délit de fuite et de meurtre au premier degré dans trois comtés.

## Enfance
Robert William Fisher est né à Brooklyn (Ville de New York - États-Unis) en 1961. Son père s'appelle William Fisher, il est banquier, et sa mère s'appelle Jan Howell. Robert a deux sœurs. Il poursuit ses études à Sahuaro High School, à Tucson.
Les parents de Robert divorcent en 1976, lorsqu'il a 15 ans. Il part alors vivre avec son père et ses sœurs en Arizona.D'après ses proches, le garçon vit très mal le divorce qui lui laisse des séquelles sur le long terme. Il continue d'en parler bien plus tard avec ses collègues à l'hôpital de Mayo, et confie même que sa vie aurait été complètement différente si sa mère n'avait pas quitté la famille.

## Vie d'adulte
Robert Fisher est un vétéran de la marine des États-Unis (Navy) où il échoue à rejoindre les forces spéciales. Il travaille comme pompier en Californie, puis dans le domaine médical en Arizona, en tant que technicien de cathéter chirurgical et inhalothérapeute. Au moment des meurtres, il était technicien chirurgical à la clinique Mayo à Scottsdale.
Fisher épouse Mary Cooper en 1987, le couple a deux enfants : une fille Brittney et un fils Bobby. Il est décrit comme tyrannique, cruel et distant envers sa famille . Il essaie cependant de conserver l'image d'un père dévoué à sa famille. La mère de Fisher a confié aux enquêteurs avoir été une femme soumise à son mari, n'osant pas s'opposer à lui dans leur mariage. Elle dit avoir remarqué la même dynamique dans les débuts du mariage de son fils avec Mary et avoir confié à sa belle-fille son inquiétude. Selon plusieurs proches, leur mariage n'est pas heureux. En 1998, ils consultent le pasteur pour des conseils conjugaux. En 2000, Fisher confie à des amis avoir eu une aventure avec une prostitué, et craindre que Mary découvre que c'est ce qui est à l'origine de son infection urinaire . Les voisins rapportent entendre des disputes régulières, et dans les semaines précédent le meurtre Mary confie à plusieurs amis qu'elle souhaite divorcer .

## Triple meurtre et incendie criminel
Le 9 Avril 2001 aux alentours de 22h un voisin des Fisher déclare avoir entendu une forte dispute. Robert Fisher est repéré par la caméra d'un distributeur automatique à 22h48, retirant 280$ avec la voiture de sa femme. La police estime donc que les meurtres ont eu lieu entre 21h30 et 22h15.
À 8h42 le 10 Avril 2001, leur maison explose. Mary Fisher a reçu une balle dans nuque, et la gorge de leurs deux enfants a été tranchée. Les pompiers sont immédiatement alertés d’une explosion de gaz et de l’incendie d'une maison à Scottsdale, la puissance du souffle de l’explosion étant suffisamment forte pour faire s'écrouler le revêtement en brique de la façade et faire trembler les charpentes des maisons aux alentours dans un rayon de 800 mètres.
Les pompiers, arrivés sur place en quelques minutes, contrôlent les flammes qui font alors jusqu'à 6 mètres de haut pour éviter qu'elles se propagent en direction des maisons voisines. Une série de petites explosions secondaires, qu'on pense être dues à des munitions de fusil ou à des pots de peinture, oblige les pompiers à garder leurs distances. Un pompier fut blessé à la jambe en perdant son équilibre et en tombant proche des flammes.
La conduite de gaz à l'arrière de la maison avait été débranchée, provoquant une accumulation lente du gaz à l'intérieur. Au bout de plusieurs heures d'accumulation, le gaz aurait été enflammé par une bougie allumée par Fisher, lui laissant une avance d'environ dix heures sur les forces de l'ordre. La décision de faire exploser la maison est jugée comme une tentative de Fisher de dissimuler les preuves de l'homicide, et peut-être de faire croire à sa propre mort. Les corps calcinés d'une femme et de deux enfants ont été retrouvés allongés dans leurs lits dans les restes de la maison. Les victimes ont été identifiées comme Mary Fisher (38 ans), Brittney Fisher (12 ans) et Robert « Bobby » William Fisher Jr. (10 ans). Les enquêteurs ont émis l'hypothèse que Robert Fisher a assassiné sa famille en réaction à l'intention de son épouse de divorcer.

## Postérité
Le 29 Juin 2002  Fisher est la 475e personne à rejoindre la liste des dix fugitifs les plus recherchées du FBI. Il la quitte le 3 novembre 2021, remplacé par Yulan Adonay Archaga Carias, le chef présumé du MS-13 au Honduras, 526e ajout, car « la large publicité que l'affaire Fisher a reçue au cours de ses presque 20 années sur la liste n'a pas abouti à sa localisation et/ou sa capture ». Ainsi, « le cas ne remplit plus les exigences de cette liste », a déclaré le FBI. Malgré son retrait de cette liste, Fisher reste un fugitif recherché.
La gravité de l'affaire et l'échec des poursuites ont généré beaucoup de théories sur ce qui est arrivé à Fisher. Étant donné le temps qui s'est écoulé depuis sa disparition, la petite somme d'argent que Fisher aurait eue à sa disposition et le fait qu'il avait déjà parlé de mettre fin à ses jours, des personnes pensent qu'il se serait suicidé dans la réserve de la forêt nationale de Tonto où la voiture de Mary a été retrouvée avec le chien de la famille. D'autres pensent qu'il aurait utilisé ses compétences en chasse et en pêche pour survivre dans cet environnement, ou pour refaire sa vie sous une autre identité. Mais aucun corps n'a été retrouvé, et il est actuellement considéré comme armé et extrêmement dangereux, et comme ayant des liens avec la Floride et le Nouveau-Mexique.